# Лишенец

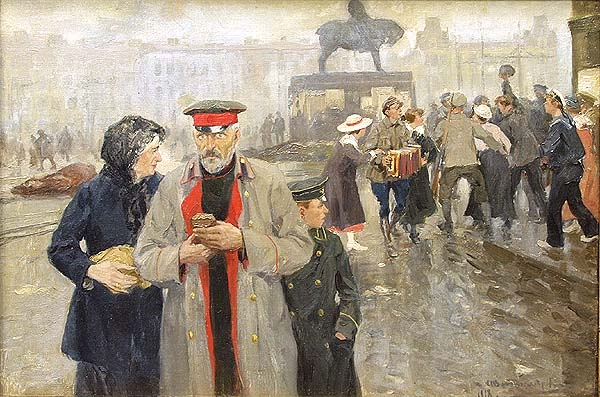
Лишенцы с пайком — огрызком хлеба. Позади них ликует революционный «пролетариат». Картина Ивана Владимирова

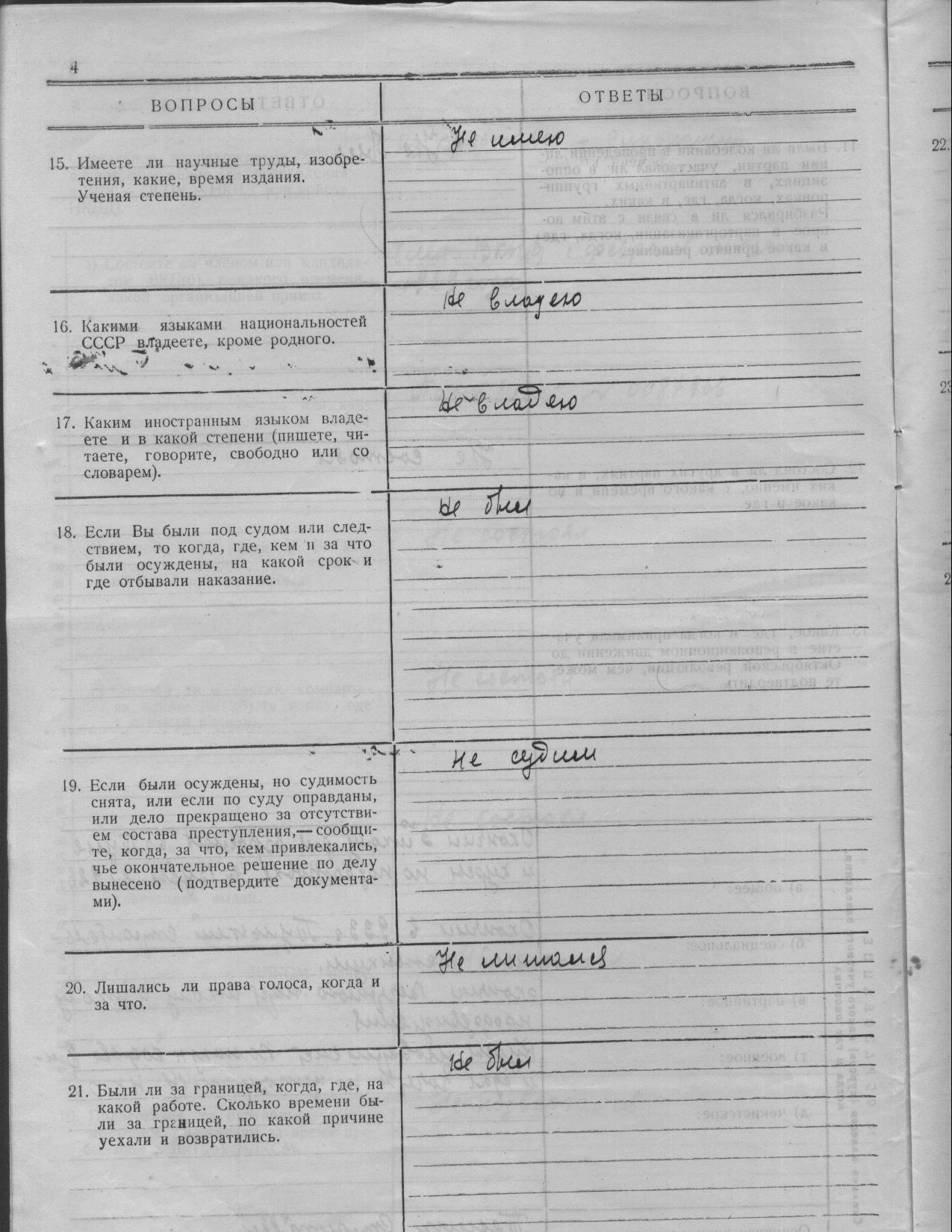
Советская анкета, заполнявшаяся при приёме на работу. Содержит вопрос «Лишались ли права голоса, когда и за что?»

Лише́нец (лишонец) — неофициальное название гражданина РСФСР, Союза ССР, лишённого имущественных, избирательных и других прав в 1918—1936 годах согласно Конституциям РСФСР 1918 и 1925 годов. Ограничение в правах на официальном уровне объяснялось мерами социального разделения для того, чтобы обеспечить ведущую роль рабочего класса и бывших «эксплуатируемых слоёв населения» в создаваемом социалистическом обществе.

## Меры социального разделения в период Гражданской войны
Российская советская социалистическая республика создавалась как государство диктатуры пролетариата, рабочих и крестьян, и эта диктатура была обращена в первую очередь против бывших «эксплуататорских классов». Этот подход был закреплён в законодательстве: первая советская Конституция, принятая V Всероссийским съездом Советов 10 июля 1918 года, ограничила права круга лиц, которые «не избирают и не могут быть избранными».
Аналогичные меры предпринимали и белые правительства в период Гражданской войны. Так, 11 апреля 1919 года правительством Колчака было принято Положение № 428 «О лицах, опасных для государственного порядка вследствие принадлежности к большевистскому бунту» за подписью министра юстиции С. Старынкевича. Оно предусматривало ссылку на срок от года до пяти лет без конфискации и лишение на данный период «политических прав» для «лиц, признанных опасными для государственного порядка вследствие прикосновенности их каким-либо образом к большевистскому бунту». Санкция, согласно закону, «иностранные подданным — высылка за границу», лица, не достигшие 17 лет, отдавались «под надзор родителей». В случае «самовольного возвращения» из ссылки или из-за границы предусматривалась ответственность в виде каторжных работ от 4 до 8 лет.

## Категории «лишенцев»
Конституция РСФСР 1918 года устанавливала в разделе IV, главе 13, статье 65, что:

Не избирают и не могут быть избранными, хотя бы они входили в одну из нижеперечисленных категорий:
а) лица, прибегающие к наёмному труду с целью извлечения прибыли;
б) лица, живущие на нетрудовой доход, как то: проценты с капитала, доходы с предприятий, поступления с имущества и т. п.;
в) частные торговцы, торговые и коммерческие посредники;
г) монахи и духовные служители церквей и религиозных культов;
д) служащие и агенты бывшей полиции, особого корпуса жандармов и охранных отделений, а также члены царствовавшего в России дома;
е) лица, признанные в установленном порядке душевнобольными или умалишёнными, а равно лица, состоящие под опекой;
ж) лица, осуждённые за корыстные и порочащие преступления на срок, установленный законом или судебным приговором.

Конституция РСФСР 1925 года содержала аналогичный список лиц, лишённых избирательных прав, в ст. 69 и предоставляла таковые права трудящимся иностранцам в ст. 11.

## Порядок надзора и исполнения
«Инструкция о порядке перевыборов волостных и сельских советов депутатов», принятая во исполнение решения V Всероссийского съезда Советов, предусматривала обнародование списков «лишенцев». Затем инструкция неоднократно пересматривалась, с 1921 года она предусматривала право обжаловать решение избирательной комиссии в трёхдневный срок с момента публикации списков. В избирательной комиссии, составившей данный список и фактически включившей жалобщика в число «лишенцев», были обязаны рассмотреть жалобу «лишенца» в суточный срок и с собственным заключением отправить в вышестоящую инстанцию.
Инструкция 1921 года конкретно оговаривала запрет на участие в выборах для белогвардейцев и лиц, принимавших участие в различных «контрреволюционных формированиях» и восстаниях против советской власти, «служащих, агентов и начальников бывшей полиции, жандармерии, охранного отделения и карательных органов как при царском строе, так и равно на территории, занимавшейся контрреволюционными правительствами».
При проведении избирательных собраний председатель обязан был огласить список лиц, не имеющих права участвовать в выборах.
Инструкция ВЦИК «О выборах городских и сельских Советов и о созыве съездов Советов» от 13 октября 1925 года поручала составление, рассмотрение и проверку, а также опубликование списка лиц, лишённых избирательных прав, избирательным комиссиям на местах. Специально указывалось, что не лишаются избирательных прав «кулаки», то есть «лица, применяющие наёмный труд в сельском хозяйстве, если это не влечёт за собой расширения хозяйства за рамки трудового». «Основным признаком трудового хозяйства в данном случае является подсобный характер наёмного труда и обязательное участие в повседневной работе в хозяйстве наличных трудоспособных его членов». Не должны были отстраняться от выборов кустари и ремесленники, владельцы и арендаторы мельниц, сложной сельскохозяйственной техники даже при условии наличия в хозяйстве одного наёмного работника или двух подмастерьев (учеников), если владельцы этих мастерских и хозяйств «лично участвуют в работах».
Уже через год, статьёй 15 «Инструкции о выборах городских и сельских Советов и о созыве Съезда Советов» от 26 ноября 1926 года, кулаки уже были лишены избирательных прав как «эксплуататоры рабочей силы»:
1. «земледельцы, применяющие наёмный труд, имеющие наряду с земледельческими хозяйствами собственные или арендованные промысловые и промышленные заведения и предприятия с применением постоянного или сезонного наёмного труда, занимающиеся наряду с земледельческим хозяйством скупкой и перепродажей…»;
2. «лица, закабаляющие окружающее население путём систематического предоставления в пользование имеющихся у них сельскохозяйственных машин».

«Лишенец» и члены его семьи не принимались в колхоз, не могли стать членами кооператива, артели, а при налогообложении им полагалось «твёрдое задание».
Инструкцией о выборах был установлен и порядок восстановления в избирательных правах «при условии, если эти лица в настоящее время занимаются производительным и общественно-полезным трудом и доказали лояльность по отношению к Советской власти». Лишенцы имели возможность обжаловать решение избирательных комиссий в недельный срок со дня опубликования или ознакомления со списком лишённых избирательных прав.

## Численность
Как отмечает академик А. И. Фурсов, на момент принятия конституции РСФСР в июле 1918 года, лишенцами объявили 10 % населения страны, т. е. около 18 миллионов человек. К моменту отмены в 1936 году, лишёнными прав также оставалось 10 % населения страны.
По официальным советским данным, по итогам Всесоюзной переписи 1926 года население в СССР составляло 147 027 915 человек. Лишённых права голоса в стране было 1 040 894 человека (1,63 % общего количества избирателей). 43,3 % из них составляли торговцы и посредники. Затем следовали священнослужители и монахи — 15,2 %; живущие на нетрудовые доходы — 13,8 %; бывшие царские офицеры и другие чины — 9 %. Совершеннолетние (старше 18 лет) члены семей лишенцев так же не имели права голоса. Таковых было 6,4 %.
В 1929 году лишенцев по состоянию на 1929 год насчитывалось около 2 миллионов человек (с находившимися на иждивении глав семей членами семей лишенцев 3 716 855 человек), в том числе:
- Торговцы и посредники — 802 063;
- Лица, использующие наёмный труд — 324 057;
- Духовенство — 282 835;
- Живущие на нетрудовые доходы — 256 624;
- Бывшие офицеры, чины полиции и прочие — 200 417;
- Осуждённые по суду — 140 909.

## Поражение в правах
Фактически ограничения в правах касались не только права избирать и быть избранным. Лишенцы не могли получить высшее образование, часто фактически лишались права проживать в Москве и Ленинграде, а также вернуться в то место, где они были арестованы. Последняя мера должна была предотвратить образование антисоветских групп, партий, организаций и т. п. Лишение прав касалось не только собственно лишенцев, но и членов их семей, состоявших у них на иждивении.
Лишенцы не имели возможности «занимать ответственные должности, а равно быть заседателем в народном суде, защитником на суде, поручителем, опекуном». Они не имели права получать пенсию и пособие по безработице. При поступлении на работу «лишенцу» назначалась самая низкая заработная плата. Им не позволялось вступать в профсоюзы, в то же время не члены профсоюза не допускались в руководство промышленных предприятий и организаций. Лишенцам не выдавались продуктовые карточки, введённые в 1928 году в связи с хлебной стачкой, либо же выдавались по самой низшей категории. Напротив, налоги и прочие платежи для «лишенцев» были существенно выше, чем для остальных граждан. Например, пошлина за выдачу паспорта для рабочих и крестьян составляла 25 копеек, а для «лишенцев» — 5 рублей. 27 августа 1924 года вышло постановление ЦИК и Совнаркома СССР "О сельскохозяйственной кооперации", которое запретило лишенцам вступать в кооперативы.
В 1929 году было предпринято наступление на «нетрудовые» элементы в жилищном вопросе. Постановления ВЦИК и СНК РСФСР № 175 «Об ограничении проживания лиц нетрудовых категорий в муниципализированных и национализированных домах» разрешало «выселять в административном порядке бывших домовладельцев и лиц, источником существования которых являются занятие торговлей, поставками, посредническими, маклерскими, биржевыми и т. п. операциями, а также и овладение денежными капиталами или процентными бумагами».
Детям «лишенцев» было крайне затруднительно получить образование выше начального. То есть формально не запрещалось учиться в школах и даже в ВУЗах, но при этом заявлялось, что на всех мест не хватает, и поэтому Советская власть в первую очередь будет обеспечивать возможность образования для детей трудящихся, а дети эксплуататоров — в последнюю очередь. Вместо призыва в армию сыновья лишенцев зачислялись в так называемое «тыловое ополчение». Однако в 1930-е годы служба в армии позволяла после демобилизации восстановиться в правах.
Конституция РСФСР 1937 года предоставила избирательные права всему населению. В советских анкетах, заполняемых при приёме на работу, сохранялся пункт «лишались ли права голоса, когда и за что», так как до 1 января 1961 года действовал п. «д» ст. 20 УК РСФСР 1926 г. и аналогичные статьи УК союзных республик, устанавливавшие, что поражение политических и отдельных гражданских прав может применяться судами как мера социальной защиты по отношению к преступникам.

## Упоминание в художественной литературе
Термин упоминается, в частности, в романе Ильфа и Петрова «Золотой телёнок»: «Решительно вздохнув, Бендер втиснулся в толпу. — Пардон, — говорил он, — ещё пардон! Простите, мадам, это не вы потеряли на углу талон на повидло? Скорей бегите, он ещё там лежит. Пропустите экспертов, вы, мужчины! Пусти, тебе говорят, лишенец!». «Комизм слов Бендера состоит, видимо, в том, что „лишенец“ употребляется как бранная экспрессивная кличка на —ец вроде „поганец“, „убивец“, „стервец“… Отражена здесь и манера тогдашних советских обывателей при бытовых склоках пускать в ход политические термины», — отмечает литературовед Юрий Щеглов.
О жизни лишенцев в СССР рассказывается в романе Айн Рэнд «Мы, живые» (англ. We the Living).
В фильме «Джентльмены удачи» ночью в тюрьме Трошкин, изображающий Доцента, спрашивая Косого про шлем, обращается к нему: «Ты куда шлем дел, лишенец?»